# Східно-Європейська фондова біржа
ПАТ «Східно-Європейська фондова біржа» (СЄФБ) — фондова біржа цінних паперів України. Біржа створена в листопаді 2007 року. Засновниками біржі є 21 юридична особа. Для забезпечення надійної діяльності біржі сформовано статутний фонд грошовими коштами в розмірі 50 000 000 грн.
Виконавчим органом біржі є Рада директорів.
СЄФБ в своїй діяльності використовує індекс СЄФБ, який розраховується з використанням показників 8-ох провідних компаній України.
Місцезнаходження СЄФБ: 03680, м. Київ вул. Боженка, будинок 86, літера «И».